# Marie Louise Trichet

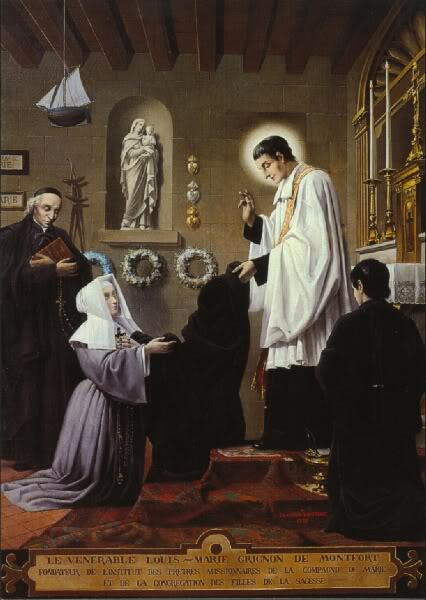
Louis-Marie de Montfort com Marie-Louise Trichet, na fundação da congregação Filha da Sabedoria

A Beata Marie Louise Trichet, também conhecida como Marie-Louise de Jésus (1684-1759), foi uma figura católica francesa que, com São Luís de Montfort, fundou a Congregação das religiosas chamadas Filhas da Sabedoria e desde os dezessete anos a devotava vida para cuidar dos pobres e dos doentes. Ela também é conhecida como a Primeira Filha da Sabedoria. Foi beatificada pelo Papa João Paulo II.